# تامی کارلز
تامی کارلز (انگلیسی: Tommy Karls؛ زادهٔ ۱۳ اکتبر ۱۹۶۱) قایقران کایاک، و قایقران کانو اهل سوئد است.